# Saison 1915-1916 de la Juventus FC
Maillots
Chronologie
Saison précédente Saison suivante
La saison 1915-1916 du Foot-Ball Club Juventus est la dix-septième de l'histoire du club, créé dix-neuf ans plus tôt en 1897.
Le club turinois ne participe cette année à aucune compétition officielle, pour cause de Première Guerre mondiale, mais prend tout de même part à la Coupe fédérale (en italien Coppa Federale). Il s'agit ici de la dernière saison de la société bianconera avant la fin de la guerre, qui cesse ensuite toute activité pendant trois ans.

## Historique
Il s'agit ici d'une saison quelque peu particulière, car la Première Guerre mondiale, bien qu'ayant débutée en Europe depuis août 1914, est rejointe par l'Italie, qui entre dans le conflit en avril 1915. Le 22 mai, à la suite du décret de mobilisation du gouvernement italien, la FIGC (fédération italienne de football) ordonne la suspension du championnat. Mais les villes italiennes ainsi que leur supporters de football, non-directement touchés par la guerre, désiraient un tournoi pour continuer à suivre leur sport, et c'est ainsi que naquit l'idée d'une compétition, non officielle, appelée la Coppa Federale (en français la Coupe fédérale), compétition sans aucun titre en jeu. Déçus, de nombreux clubs ne participèrent pas à cette compétition, ajouté à certaines zones géographiques dangereuses qui furent évitées à cause de la guerre, comme la Vénétie. La Juve, elle, y prend bien part.
Du fait de la mobilisation, l'effectif se retrouve amputé, à cause des mobilisations au front. En effet, lors de la première année du conflit, 24 protagonistes (joueurs, direction, ou autres) du club prirent les armes pour combattre l'Autriche-Hongrie sur les fronts du nord (parmi eux 6 comme simples soldats, et 18 comme officiers, sous-officiers ou aides sanitaires).
Corrado Corradini,  homme de lettres, à l'époque directeur général et éditeur juventino, s'est également surtout rendu célèbre au cours de cette même année, car, en tant qu'éditeur, il créa le premier exemplaire d'un journal entièrement destiné au club du FBC Juventus, le Hurrà Juventus, mensuel destiné aux joueurs et supporters du club pendant la Première Guerre mondiale, sorti pour la première fois le 10 juin 1915, premier du genre dans le pays et toujours d'actualité de nos jours,. Créé au départ afin de maintenir un lien entre la société, presque en cessation d'activité à cause du conflit, et leurs fans, ce journal rencontre immédiatement quelques succès.
C'est également au cours de l'année 1915 qu'Enrico Canfari, ancien joueur, président et surtout fondateur emblématique de la Juve, se décide à retracer l'histoire de son club, dans une biographie intitulée Storia del Foot-Ball Club Juventus di Torino, rédigée quelque temps avant sa mort sur le front lors de la troisième bataille de l'Isonzo en octobre 1915, tout comme Giuseppe Hess et d'autres anciens joueurs du club. Cette biographie fut publiée le 26 décembre 1915 dans un exemplaire du tout nouvel Hurrà Juventus, et l'histoire de Canfari reste encore à ce jour la seule trace écrite des origines du club turinois bianconero.
Au cours de l'année 1915, avant le début de la saison, le président du club Bino Hess cède sa place, et pour la première fois de l'histoire du club, la société est désormais dirigée par trois présidents conjointement, en les personnes de Gioacchino Armano (un des treize créateurs du club), Fernando Nizza et de Sandro Zambelli. Cette coprésidence est parfois appelée comité présidentiel de guerre.
Ce triumvirat, ajouté à Corradini, fut à l'origine du premier hymne officiel de l'histoire du club (adopté plusieurs décennies plus tard comme chant des joueurs bianconeri avant les matchs à domicile).
Voici ci-dessous l'hymne de l'équipe composé par Corradini :

« Juventus, Juventus,

la squadra dei grandi sei tu

che non tramonta più.

La gioventù, di cui portiamo il nome,

ci pulsa appien nei muscoli e nel cuor

sappiam goder ma pur sappiamo come

si debba oprar sui campi dell'onor.
[...]
Noi riderem di quei vecchioni

nel nome della gioventù

eternerem le tradizioni

del Club che non tramonta più! »

— Hymne du Foot-Ball Club Juventus en 1915.
Le club piémontais doit donc faire avec les évènements et son effectif s'en retrouve régulièrement changé, avec plusieurs nouveaux joueurs par rapport à la saison précédente, comme les gardiens Giuseppe Norsa et Valerio Terzi, les défenseurs Renzo Monti, Musso I, Osvaldo Novo et Luigi Pirovano, les milieux de terrain Bergante, De Petro, Eula, Angelo Mattea, Giuseppe Motta et Pavan, ainsi que les attaquants Antognini, Angelo Dellacasa, Musso II et Ettore Reynaudi.
Les turinois commencent donc leur saison de Coupe fédérale 1915-1916, avec les éliminatoires du Piémont occidental, sur un premier match, le dimanche 19 décembre 1915 contre le Torino (avec une victoire finale 4-2, dont les buteurs juventini furent Meille et Pavan). C'est la première fois depuis plus de six ans que la Juventus n'avait plus battue leurs rivaux en match officiel. Lors de la seconde journée, le club s'impose à nouveau 2 buts à 1 contre l'US Torinese, avec des buts de Dellacasa et Pavan, puis remporte ses deux dernières confrontations (dont le match retour du Derby della Mole). Terminant premiers du classement avec un score parfait de 4 victoires (3 victoires et un nul selon d'autres sources), le club bianconero rejoint haut la main la phase finale du tournoi, débutant fin janvier 1916.
Les juventini, après un mois de repos, sortent d'entrée victorieux lors de la 1re journée à l'extérieur contre l'AS Casale sur le score de 2 buts à 1 (avec des buts de Giriodi et de Reynert), ce qui fut leur 5e victoire consécutive (record du club pour l'époque). La Juve alterne ensuite entre les victoires, défaites, et matchs nuls (notamment une victoire 2-0 à domicile contre les futurs vainqueurs du Milan le 12 mars, avec des buts de Bergante et Pirovano), avant de s'imposer 2 à 1 pour son dernier match reporté car à l'origine prévu pour la 4e journée, contre le Genoa CFC (réalisations d'Antognini et Reynaudi). Il s'agit de la première victoire sur les génois depuis avril 1911. Finalement, avec 10 points, l'effectif finit second derrière les Milanais, qui remportent lors de la dernière journée le tournoi, dernière compétition de guerre.
Après cette coupe fédérale, plutôt équilibrée et très accrochée, le Foot-Ball Club Juventus, cesse ensuite toute activité officielle, jusqu'en 1919 à la fin de la guerre.
Fin 1916, on estime à près de 170 le nombre de protagonistes (anciens ou récents joueurs, staff, etc.) de la Juve qui prirent part aux combats en Italie septentrionale.

## Déroulement de la saison

### Résultats en coupe fédérale

#### Éliminatoires du Piémont occidental
| dimanche 19 décembre 1915 1re journée | Juventus                       | 4 - 2 | Torino                      | Turin 15h15 Arbitre : Massa |
| dimanche 19 décembre 1915 1re journée | Meille 20e 36e · Pavan 73e 75e |       | 3e Gaja · 30e Boglietti III | Turin 15h15 Arbitre : Massa |

| dimanche 2 janvier 1916 2e journée | Juventus                  | 2 - 1 | US Torinese   | Turin Arbitre : Squarzini |
| dimanche 2 janvier 1916 2e journée | Dellacasa 72e · Pavan 82e |       | 4e De Nicolai | Turin Arbitre : Squarzini |

| dimanche 9 janvier 1916 3e journée | Torino    | 1 - 2 | Juventus             | Turin Arbitre : Terzuolo |
| dimanche 9 janvier 1916 3e journée | Ricci 80e |       | 40e Novo · 75e Monti | Turin Arbitre : Terzuolo |

| dimanche 23 janvier 1916 4e journée | US Torinese      | 2 - 5 | Juventus                                   | Turin Arbitre : Squarzini |
| dimanche 23 janvier 1916 4e journée | Ferraris 30e 38e |       | 35e 40e 46e 47e Boglietti I · 44e Pirovano | Turin Arbitre : Squarzini |

##### Classement
|  |    | Éliminatoires Piémont occidental | Pts | MJ | V | N | D | BP | BC | Dif |
|  | -- | -------------------------------- | --- | -- | - | - | - | -- | -- | --- |
|  | 1. | Juventus                         | 7   | 4  | 3 | 1 | 0 | 11 | 5  | +6  |
|  | 2. | Torino                           | 3   | 4  | 1 | 1 | 2 | 4  | 5  | -1  |
|  | 3. | US Torinese                      | 2   | 4  | 1 | 0 | 3 | 4  | 9  | -5  |

#### Phase finale
| dimanche 13 février 1916 1re journée | Casale | 0 - 2                     | Juventus | Casale Monferrato Arbitre : Grassi |
| dimanche 13 février 1916 1re journée |        | 65e Giriodi · 70e Reynert |          | Casale Monferrato Arbitre : Grassi |

| dimanche 20 février 1916 2e journée | Juventus      | 1 - 1 | Modène      | Turin Arbitre : Massa |
| dimanche 20 février 1916 2e journée | Dellacasa 81e |       | 15e Rampini | Turin Arbitre : Massa |

| dimanche 27 février 1916 3e journée | Milan                             | 3 - 2 | Juventus                | Campo di via Arona, Milan Arbitre : Terzuolo |
| dimanche 27 février 1916 3e journée | Cevenini I 33e 71e · Avanzini 35e |       | 27e Bergante · 55e Bona | Campo di via Arona, Milan Arbitre : Terzuolo |

| dimanche 12 mars 1916 5e journée | Juventus                          | 2 - 0 | Milan | Turin 15h00 Arbitre : Massa |
| dimanche 12 mars 1916 5e journée | Bergante 5e · Pirovano 25e (pen.) |       |       | Turin 15h00 Arbitre : Massa |

| dimanche 19 mars 1916 6e journée | Modène                | 2 - 1 | Juventus     | Modène Arbitre : Varisco |
| dimanche 19 mars 1916 6e journée | Fresia 16e 62e (pen.) |       | 35e Reynaudi | Modène Arbitre : Varisco |

| dimanche 26 mars 1916 7e journée | Genoa            | 1 - 1 | Juventus     | Gênes Arbitre : Rangone |
| dimanche 26 mars 1916 7e journée | Boglietti II 13e |       | 16e Reynaudi | Gênes Arbitre : Rangone |

| dimanche 2 avril 1916 8e journée | Juventus | 2 - 0 victoire par forfait | Casale |  |
| dimanche 2 avril 1916 8e journée |          |                            |        |  |

| dimanche 9 avril 1916 4e journée | Juventus                    | 2 - 1 | Genoa      | Turin 15h20 Arbitre : Varisco |
| dimanche 9 avril 1916 4e journée | Antognini 4e · Reynaudi 25e |       | 20e Brezzi | Turin 15h20 Arbitre : Varisco |

##### Classement
|  |    | Classement final coupe fédérale | Pts | MJ | V | N | D | BP | BC | Dif |
|  | -- | ------------------------------- | --- | -- | - | - | - | -- | -- | --- |
|  | 1. | Milan                           | 11  | 8  | 5 | 1 | 2 | 12 | 6  | +6  |
|  | 2. | Juventus                        | 10  | 8  | 4 | 2 | 2 | 13 | 7  | +6  |
|  | 3. | Modène                          | 10  | 8  | 4 | 2 | 2 | 13 | 10 | +3  |

### Matchs amicaux
| dimanche 10 octobre 1915 | Juventus         | 2 - 5 | Torino           | Turin |
| dimanche 10 octobre 1915 | Buteurs inconnus |       | Buteurs inconnus | Turin |

| dimanche 17 octobre 1915 | Torino         | 1 - 3 | Juventus         | Turin |
| dimanche 17 octobre 1915 | Buteur inconnu |       | Buteurs inconnus | Turin |

| dimanche 24 octobre 1915 | Juventus | 0 - 3            | US Torinese | Turin |
| dimanche 24 octobre 1915 |          | Buteurs inconnus |             | Turin |

| dimanche 14 novembre 1915 | US Torinese      | 2 - 4 | Juventus         | Turin |
| dimanche 14 novembre 1915 | Buteurs inconnus |       | Buteurs inconnus | Turin |

| dimanche 21 novembre 1915 | Savone           | 3 - 0 | Juventus |  |
| dimanche 21 novembre 1915 | Buteurs inconnus |       |          |  |

| dimanche 28 novembre 1915 | Genoa | 0 - 0 | Juventus |  |
| dimanche 28 novembre 1915 |       |       |          |  |

| dimanche 5 décembre 1915 | Juventus | 0 - 4            | Genoa |  |
| dimanche 5 décembre 1915 |          | Buteurs inconnus |       |  |

| dimanche 12 décembre 1915 | Torino         | 1 - 3 | Juventus         | Turin |
| dimanche 12 décembre 1915 | Buteur inconnu |       | Buteurs inconnus | Turin |

| dimanche 30 janvier 1916 | Milan            | 4 - 3 | Juventus         |  |
| dimanche 30 janvier 1916 | Buteurs inconnus |       | Buteurs inconnus |  |

| dimanche 16 avril 1916 | Juventus         | 4 - 2 | Inter            |  |
| dimanche 16 avril 1916 | Buteurs inconnus |       | Buteurs inconnus |  |

| dimanche 23 avril 1916 | Juventus         | 7 - 4 | La Chaux-de-Fonds |  |
| dimanche 23 avril 1916 | Buteurs inconnus |       | Buteurs inconnus  |  |

| dimanche 8 octobre 1916 | Juventus         | 3 - 1 | Novare         |  |
| dimanche 8 octobre 1916 | Buteurs inconnus |       | Buteur inconnu |  |

| dimanche 15 octobre 1916 | Juventus         | 2 - 5 | Milan            |  |
| dimanche 15 octobre 1916 | Buteurs inconnus |       | Buteurs inconnus |  |

| dimanche 22 octobre 1916 | Juventus et Torino | 2 - 3 | Andrea Doria et Inter |  |
| dimanche 22 octobre 1916 | Buteurs inconnus   |       | Buteurs inconnus      |  |

| dimanche 29 octobre 1916 | Milan | 0 - 1          | Juventus |  |
| dimanche 29 octobre 1916 |       | Buteur inconnu |          |  |

| dimanche 12 novembre 1916 | Genoa            | 4 - 3 | Juventus         |  |
| dimanche 12 novembre 1916 | Buteurs inconnus |       | Buteurs inconnus |  |

#### Coppa Amatori Gioco Calcio
| dimanche 21 mai 1916 | Juventus         | 5 - 0 | US Torinese | Turin |
| dimanche 21 mai 1916 | Buteurs inconnus |       |             | Turin |

| dimanche 28 mai 1916 | Nazionale Piemonte | 0 - 6            | Juventus | Turin |
| dimanche 28 mai 1916 |                    | Buteurs inconnus |          | Turin |

| dimanche 4 juin 1916 | Juventus         | 6 - 1 | Torino         | Turin |
| dimanche 4 juin 1916 | Buteurs inconnus |       | Buteur inconnu | Turin |

| dimanche 11 juin 1916 | US Torinese | score inconnu | Juventus | Turin |
| dimanche 11 juin 1916 |             |               |          | Turin |

| dimanche 18 juin 1916 | Juventus | 2 - 0 victoire par forfait | Nazionale Piemonte | Turin |
| dimanche 18 juin 1916 |          |                            |                    | Turin |

| dimanche 25 juin 1916 | Torino | 0 - 1          | Juventus | Turin |
| dimanche 25 juin 1916 |        | Buteur inconnu |          | Turin |

| dimanche 9 juillet 1916 | Juventus         | 2 - 1 | Équipe amateur |  |
| dimanche 9 juillet 1916 | Buteurs inconnus |       | Buteur inconnu |  |

#### Torneo Lanzese
| dimanche 17 septembre 1916 | Équipe amateur   | 3 - 2 | Juventus         |  |
| dimanche 17 septembre 1916 | Buteurs inconnus |       | Buteurs inconnus |  |

| mercredi 20 septembre 1916 | Juventus | score inconnu | Piemonte |  |
| mercredi 20 septembre 1916 |          |               |          |  |

| dimanche 24 septembre 1916 | Torino         | 1 - 1 | Juventus       |  |
| dimanche 24 septembre 1916 | Buteur inconnu |       | Buteur inconnu |  |

## Effectif du club
Effectif des joueurs du Foot-Ball Club Juventus lors de la saison 1915-1916.

## Buteurs
| 4 buts - Ernesto Boglietti 3 buts - Pavan - Ettore Reynaudi 2 buts - Bergante - Angelo Dellacasa - Arthur Meille - Luigi Pirovano | 1 but - Antognini - Lorenzo Valerio Bona - Giuseppe Giriodi - Renzo Monti - Osvaldo Novo - Reynert |